# Stenomacrus nemoralis
Stenomacrus nemoralis är en stekelart som först beskrevs av Holmgren 1858.  Stenomacrus nemoralis ingår i släktet Stenomacrus och familjen brokparasitsteklar. Arten är reproducerande i Sverige. Inga underarter finns listade i Catalogue of Life.